# Lugovaia
Lugovaia - Луговая (rus) és un poble de l'óblast de Penza. Rússia. El 2012 tenia 28 habitants.